# Válber (calciatore 1967)
Válber Roel de Oliveira, detto Válber (Rio de Janeiro, 31 maggio 1967), è un ex calciatore brasiliano, di ruolo difensore.

## Carriera

### Club
Durante la sua carriera ha difeso i colori dei quattro principali club dello Stato di Rio de Janeiro. Iniziò la carriera nel calcio professionistico nel 1988, giocando con il São Cristóvão. Nel 1990 si trasferì alla Fluminense, disputando i campionati 1990 e 1991, senza mettersi particolarmente in evidenza. A contratto scaduto si trasferì al Botafogo, che lo inserì nel proprio reparto difensivo. Nelle prime giornate del Campeonato Brasileiro Série A 1992, giocò come centrocampista difensivo e come difensore sinistro. Giocando in quella posizione vinse anche la Bola de Prata.
Con queste referenze arrivò al San Paolo, in occasione del Campionato Paulista 1992, non giocando però da titolare, nonostante il tecnico Telê Santana dicesse che potenzialmente sarebbe potuto essere più forte di Franco Baresi. Debuttò nella finale del Trofeo Ramón de Carranza, una vittoria per 4 a 0 sul Real Madrid, il 29 agosto 1992, sostituendo Ronaldão. Fu incluso nella rosa che andò in Giappone in occasione della Coppa Intercontinentale del 1992, ma non entrò nella partita vinta contro il Barcellona. Nella doppia finale del Paulistão entrò in campo sostituendo il laterale destro Vítor.
Nelle prime quattro partite del 1993 diventò titolare, ma nella partita seguente fu collocato nella posizione centrale e vi rimase nelle partite successive. Il San Paolo vinse la Coppa Libertadores 1993 e la Coppa Intercontinentale 1993 per il secondo anno consecutivo, e la Supercoppa Libertadores. All'inizio dell'anno successivo, non apparve alla presentazione della squadra dopo le vacanze estive, approfittando del fatto che il tecnico Telê Santana era in vacanza, con il vice Muricy Ramalho al suo posto. Iniziò a perdere progressivamente la titolarità dopo la finale della Coppa Libertadores 1994, persa contro il Vélez al Morumbi. Giocò solo una partita durante il campionato 1994. Si rese non rintracciabile nell'ottobre di quell'anno, per evitare l'incontro con Telê Santana, ma la dirigenza lo perdonò, nonostante le restrizioni poste dall'allenatore, che decise di non schierare più il giocatore.
Si trasferì al Flamengo nel 1995, e rimase una riserva durante i Campionati Carioca del 1995 e del 1996 e durante il Brasileirão 1995. Vinse il campionato statale nel 1996, e segnò 4 reti in 37 partite con il Flamengo. Tornò al São Paulo per il campionato brasiliano senza indizi sul suo rendimento, ma segnò un gol nella finale del campionato. Il Campeonato Paulista 1997 fu l'ultima competizione a cui Válber partecipò con la maglia del São Paulo: a partire dal Campeonato Brasileiro Série A 1997, fu messo sotto contratto da Vasco.
Al São Januário, vinse il campionato del 1997, il Campeonato Carioca 1998 e la Coppa Libertadores 1998, ma il suo comportamento fuori dal campo continuò ad essere un problema. Disputò il Campeonato Carioca 1999 con il Botafogo, ma per il successivo Campionato nazionale giocò per il Fluminense, che giocò il Campeonato Brasileiro Série C, vincendolo. Tornò al Vasco no l'anno dopo, per giocare il primo Mondiale per club FIFA, non giocando a causa di infortuni, e in seguito passò al Coritiba. Prima di rimanere svincolato nel 2001, fu messo sotto contratto dal Santos per Campeonato Brasileiro Série A 2001. Giocò solo otto partite e non rinnovò il contratto oltre la sua scadenza, prevista per dicembre.
Tornò quindi al Fluminense per la terza volta, nonostante nel 2002 avesse citato il club al Tribunale del lavoro di Rio de Janeiro. Nel campionato 2002, giocò appena quattro partite e lasciò il club alla fine dell'anno, trasferendosi all'Internacional de Limeira, che retrocesse nel Campeonato Paulista 2003. Successivamente giocò nel piccolo Barretos e nel Guanabara prima di giocare alcune amichevoli con i vincitori del campionato del mondo 1994, ma decise di tornare a giocare come professionista con l'América, nel 2006, insieme a Robert e ad altri quattro calciatori. Válber divenne una delle figure chiave del club in quel periodo, l'América disputò un buon Campeonato Carioca nel 2006 e arrivò in finale nella Taça Guanabara, perdendo contro il Botafogo. Válber lasciò il club nel 2006, ma vi ritornò per giocare il Campeonato Brasileiro Série C 2007. Nel 2008, rimase nel club per disputare anche il Campeonato Carioca 2008, contando sulla fiducia del presidente Reginaldo Matias.

### Nazionale
Nelle tredici partite disputate con la Nazionale brasiliana non ha segnato, venendo incluso nella rosa per la Copa América 1993. La sua prima partita fu contro il Messico, il 1º agosto 1992, una vittoria per 5 a 0, e l'ultima il 17 novembre 1993, sconfitta per 2 a 1 contro la Germania. La sua carriera internazionale è stata ostacolata dal suo comportamento fuori dal campo.

## Palmarès

### Giocatore

#### Competizioni statali
- Campionato paulista: 1

San Paolo: 1992
- Campionato Carioca: 1

Vasco da Gama: 1998

#### Competizioni nazionali
- Campionato brasiliano: 1

Vasco da Gama: 1997
- Campeonato Brasileiro Série C: 1

Fluminense: 1999

#### Competizioni internazionali
- Coppa Libertadores: 3

San Paolo: 1992, 1993
Vasco da Gama: 1998
- Coppa Intercontinentale: 2

San Paolo: 1992, 1993
- Recopa Sudamericana: 2

San Paolo: 1993, 1994
- Supercoppa Sudamericana: 1

San Paolo: 1993